# Ignacio Oribe
Ignacio Abdón del Corazón de Jesús Oribe y Viana (Montevideo, Virreinato del Río de la Plata, 30 de julio de 1795 - Montevideo, Uruguay, 26 de diciembre de 1866) fue un militar uruguayo, que participó en las guerras de independencia y civiles de su país en la primera mitad del siglo XIX. Era hermano menor del general y presidente Manuel Oribe y de María Josefa Francisca Oribe y Viana. Sus restos están enterrados en el primer cuerpo del Cementerio Central de Montevideo.

## Con Artigas
Hijo del coronel español Francisco de Oribe de las Casas, y de María Francisca de Viana y Alzáybar, hija de José Joaquín de Viana, primer gobernador de Montevideo; era hermano menor del general y presidente Manuel Oribe . 
Ingresó al ejército durante el segundo sitio de Montevideo, en 1813, y combatió en los años siguientes contra el Directorio y contra la Invasión Luso-Brasileña, a órdenes de Fructuoso Rivera. En 1818 abandonó las filas de José Artigas y pasó a Buenos Aires, donde participó en varias etapas de la guerra civil contra la provincia de Santa Fe. En 1820 participó del lado de Alvear en los desórdenes de la Anarquía del Año XX. Tras su derrota, fue dado de baja.
En 1821 regresó a Montevideo y se trasladó al campo para dedicarse a la ganadería. Durante varios meses estuvo preso en Río Grande, acusado de colaborar con los independentistas.

## La Guerra del Brasil
Al producirse el desembarco de los Treinta y Tres Orientales, cuyo segundo era su hermano Manuel, les proporcionó valioso apoyo. Se trasladó a Cerro Largo, donde formó un regimiento de caballería. Con esas fuerzas combatió en la batalla de Sarandí, en la que se distinguió particularmente.
Después participó en la Guerra del Brasil, participando en la batalla de Ituzaingó; por esa victoria fue ascendido al grado de coronel. Poco después fue atacado y tomado preso en Melo, y llevado prisionero a Río Grande; recuperó la libertad en un canje de prisioneros.
En 1829, el gobernador José Rondeau lo nombró jefe político de Montevideo, y al año siguiente fue ministro de guerra del presidente Juan Antonio Lavalleja. Tuvo el mando militar de varios regimientos durante el gobierno de Rivera.

## La revolución de Rivera
Al llegar a la presidencia Manuel Oribe, en 1835, se encontró con que el expresidente Fructuoso Rivera se había nombrado a sí mismo comandante de armas del país, con atribuciones en las cuales no cabía la autoridad del presidente. Lo único que pudo hacer Manuel Oribe para librarse de Rivera fue eliminar el cargo de comandante de armas; pero varios meses después lo volvió a instaurar, colocando en él a su hermano Ignacio.
Esto causó la primera revolución de Rivera, en 1836. Ignacio Oribe salió a su encuentro y lo derrotó en la batalla de Carpintería; por esa victoria fue ascendido a general.
Rivera se refugió en Brasil, y con ayuda brasileña volvió al año siguiente; lo derrotó en el Molle, en la batalla de Yucutujá y en Durazno. Pero Rivera, que tenía suficiente apoyo en el Brasil como para seguir la guerra, finalmente, derrotó a Ignacio Oribe en la batalla de Palmar.
El ejército de los Oribe debió replegarse hacia Montevideo; por varias semanas, el presidente Manuel Oribe creyó que podría mantener el poder, pero la flota francesa bloqueó Montevideo y lo obligó a renunciar.

## El sitio de Montevideo
Manuel e Ignacio Oribe se trasladaron a Buenos Aires. Mientras Manuel Oribe comandaba los ejércitos federales en la larga guerra de 1840, su hermano Ignacio permaneció en Buenos Aires hasta mediados de 1842. Se unió después al ejército de su hermano y participó en la batalla de Arroyo Grande.
Participó en el sitio de Montevideo, en las operaciones contra Fructuoso Rivera y Venancio Flores en el interior del país, y en el gobierno que su hermano estableció en el Cerrito.
Al producirse la invasión de Urquiza en 1851, Ignacio Oribe se retiró a su estancia. Reaparecería en 1863, cuando integró el Consejo Consultivo de Estado, convocado por el presidente Berro. Tras la caída de éste, desapareció de la vida pública.
Falleció en Montevideo en diciembre de 1866.

## Genealogía y descendencia
|  |                                                     |  |  |  |  |  |  |  |  |  |  |  |  |  |  |  |
|  | 4. Francisco de Oribe                               |  |  |  |  |  |  |  |  |  |  |  |  |  |  |  |
|  |                                                     |  |  |  |  |  |  |  |  |  |  |  |  |  |  |  |
|  |                                                     |  |  |  |  |  |  |  |  |  |  |  |  |  |  |  |
|  | 2. Francisco de Oribe                               |  |  |  |  |  |  |  |  |  |  |  |  |  |  |  |
|  |                                                     |  |  |  |  |  |  |  |  |  |  |  |  |  |  |  |
|  |                                                     |  |  |  |  |  |  |  |  |  |  |  |  |  |  |  |
|  | 5. María de las Casas                               |  |  |  |  |  |  |  |  |  |  |  |  |  |  |  |
|  |                                                     |  |  |  |  |  |  |  |  |  |  |  |  |  |  |  |
|  |                                                     |  |  |  |  |  |  |  |  |  |  |  |  |  |  |  |
|  | 1. Ignacio Abdon del Corazón de Jesús Oribe y Viana |  |  |  |  |  |  |  |  |  |  |  |  |  |  |  |
|  |                                                     |  |  |  |  |  |  |  |  |  |  |  |  |  |  |  |
|  |                                                     |  |  |  |  |  |  |  |  |  |  |  |  |  |  |  |
|  | 6. José Joaquín de Viana                            |  |  |  |  |  |  |  |  |  |  |  |  |  |  |  |
|  |                                                     |  |  |  |  |  |  |  |  |  |  |  |  |  |  |  |
|  |                                                     |  |  |  |  |  |  |  |  |  |  |  |  |  |  |  |
|  | 3. Francisca de Viana                               |  |  |  |  |  |  |  |  |  |  |  |  |  |  |  |
|  |                                                     |  |  |  |  |  |  |  |  |  |  |  |  |  |  |  |
|  |                                                     |  |  |  |  |  |  |  |  |  |  |  |  |  |  |  |
|  | 7. Francisca de Alzáibar                            |  |  |  |  |  |  |  |  |  |  |  |  |  |  |  |
|  |                                                     |  |  |  |  |  |  |  |  |  |  |  |  |  |  |  |
|  |                                                     |  |  |  |  |  |  |  |  |  |  |  |  |  |  |  |

El 18 de abril de 1826 contrajo matrimonio en la ciudad de Melo con María Josefa Ramírez Carrasco —hija del poderoso latifundista y comerciante José Ramírez Pérez y de María Carrasco— con quien tuvo doce hijos: Vicente Francisco, Tomás Hermenegildo, Rafael Isidoro, Margarita, Isabel Bernabela, Josefina, María de la Concepción, Manuel Ceferino, Isabel, Ignacio de Abdón, María Dolores y Francisco José.